# Dyscritobaeus fuscipes
Dyscritobaeus fuscipes är en stekelart som först beskrevs av Alan Parkhurst Dodd 1915.  Dyscritobaeus fuscipes ingår i släktet Dyscritobaeus och familjen Scelionidae. Inga underarter finns listade i Catalogue of Life.